# Coupe d'Europe de nage en eau libre
 (mars 2023).
La Coupe d'Europe de natation en eau libre est un circuit composé d'étapes  et d'une finale organisées entre juin et septembre sous le contrôle de la ligue européenne de natation (LEN) et inscrites au calendrier international.
À chaque étape, une seule course donne lieu à attribution de points. Pour participer à la Finale et prétendre au classement définitif un nageur doit concourir sur un nombre minimum d'épreuves égal au nombre total d'étapes + 1 divisé par 2 (soit 2 épreuves pour 2008).
4 étapes sont au calendrier 2008 :
- 15 juin : Piombino ( Italie)
- 28 juin : Antalya ( Turquie)
- 13 juillet : Sète ( France)
- 14 août : Navia ( Espagne)

- La finale se déroulera le 7 septembre à Porec (Croatie)

## Sources
- FFN et LEN